# Kasteel de Potter d'Indoye

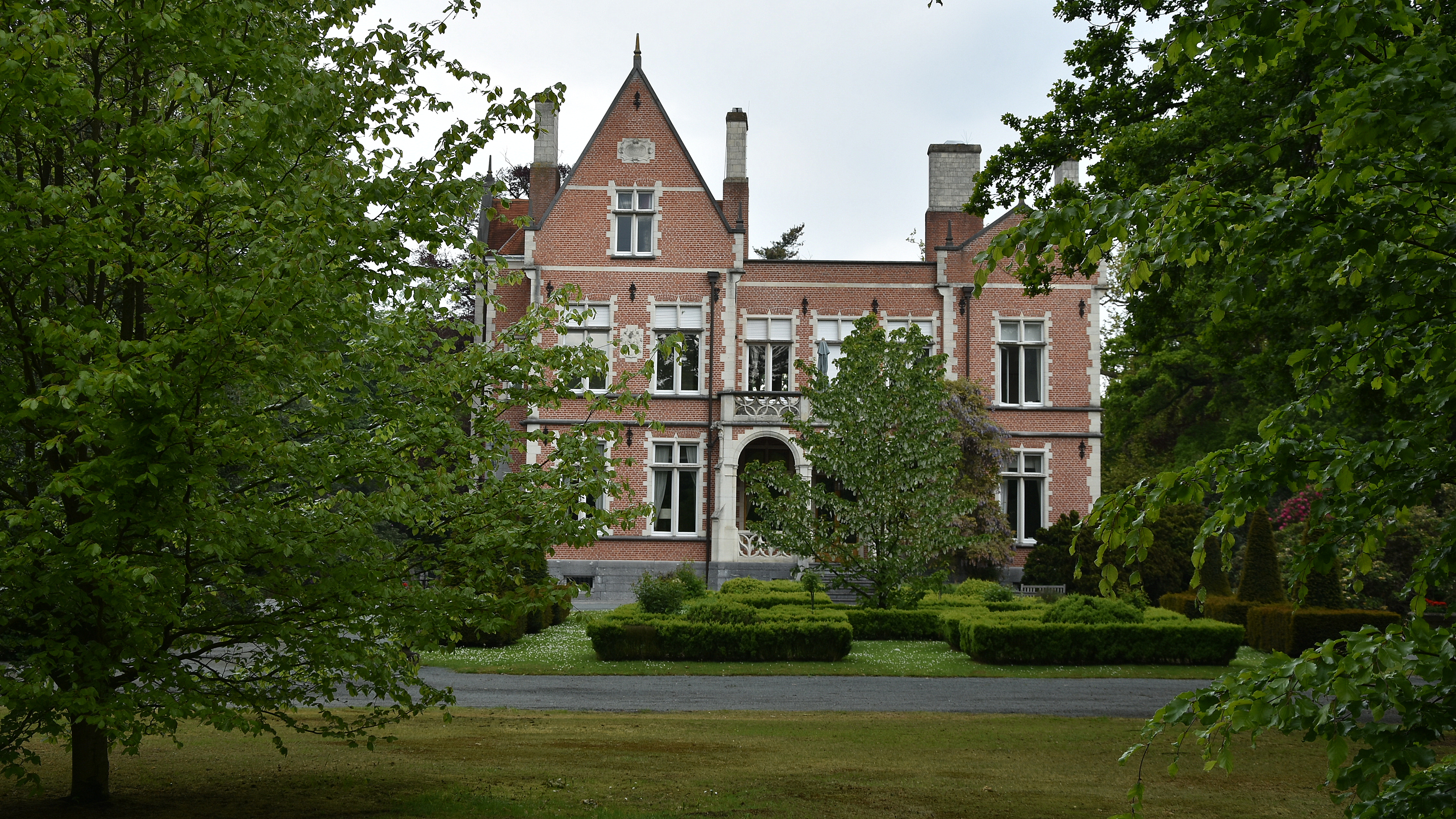
Het Kasteel de Potter d'Indoye

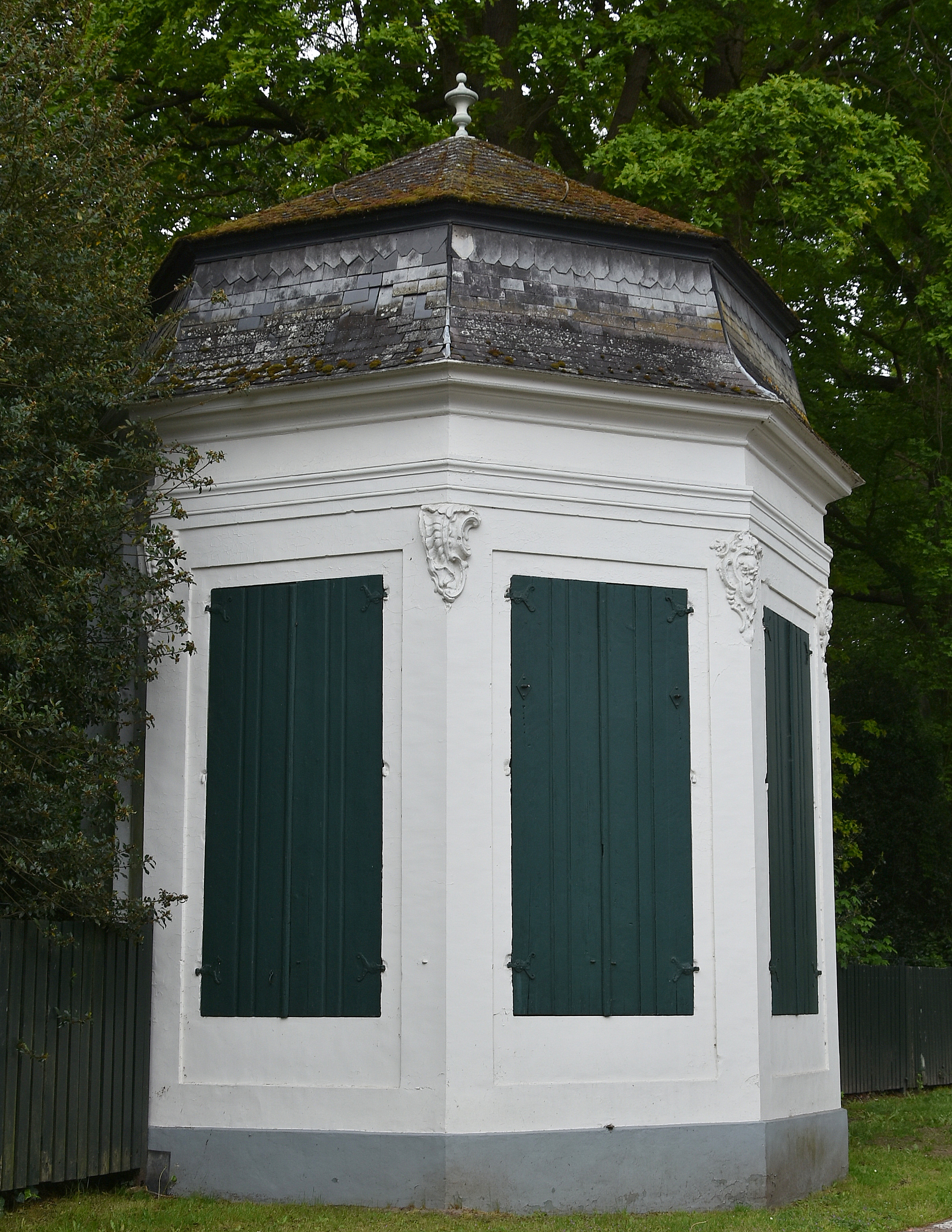
De gloriëtte van het Kasteel de Potter d'Indoye

Het Kasteel de Potter d'Indoye is een kasteel in de Belgische gemeente Melle. Op de site vindt men een kasteel, een poortgebouw, een kasteelhoeve en een gloriëtte.

## Historiek
Een vermelding uit 1435 verwijst naar het "Hof ter Meers", gelegen bij de Schelde en de heerweg Gent-Brussel, mogelijk een oude hoeve met landerijen. Een kaart uit 1572 vermeldt de plek als "speelgoed" of "huys van plaisance". De familie de Potter verwierf dit buitengoed in 1743. Het op het einde van de 19e eeuw gesloopte kasteel stamde waarschijnlijk uit de aanvang van de 17e eeuw om in 1897 vervangen te worden door het huidige kasteel met neogotische kenmerken. Verder vindt men op het kasteelpark van 10 hectare een aantal bijgebouwen, walgrachten en vijvers. Het oude kasteel of vroegere buitengoed was een waterkasteeltje omringd door een walgracht, met een neerhof aan de zuidzijde en de toegangspoort, ten noorden een groot en door brede grachten omringd achterhof. De waterpartijen aan de noordzijde bleven grosso modo bewaard. Ten oosten van de heerweg bevond zich een rechthoekig perceel, zogenaamd "De Bareere" met een afspanning uit het begin van de 18e eeuw, het "Barierhuys" dat tot 1794 als wethuis (huis waar schepenen vergaderden) fungeerde en in 1902 werd aangekocht door de Potter. Bij de afspanning hoorde een smidse en tolboom, die net zoals de afspanning niet meer bestaan.

## Het kasteel
Het kasteel is opgetrokken uit baksteen en zandsteen in neotraditionele stijl met laatgotische kenmerken, naar een ontwerp van architect Jozef de Waele uit 1897 (zie gevelsteen in de voorgevel). Het kasteel van twee verdiepingen staat op een souterrain. In 1947 wijzigde men de zolderverdieping naar ontwerp van architect Charles Hoge. Het kasteel verloor veel van zijn oorspronkelijk uitzicht en imposant karakter. De trapgeveltoppen werden aangepast en deels verlaagd tot puntgevels, de dakvensters weggenomen, het opvallende steile en hoge schilddak verwijderd en vervangen door een dakterras, de toren tegen de linker zijgevel ingekort. De voorgevel heeft een ingang met een uitgewerkte overwelfde galerij van drie traveeën met enkele opvallende details: de gesculpteerde waterspuwers als bekroning van de versneden hoeksteunberen en de balustrades in laatgotisch maaswerk. De polygonale natuurstenen erker in laatgotische stijl is uitkragend met borstweringen tegen de uit het water oprijzende achtergevel.

## Het poortgebouw
Het poortgebouw, nog van het eerste waterkasteel, heeft aansluitend paardenstallen aan de zuidoosthoek van het aanvankelijk voorhof dat met een gracht was omringd. Het hoge, bakstenen poortgebouw (17e eeuw?) heeft drie bouwlagen onder een zadeldak met Vlaamse pannen. De voortrapgevel heeft aan de rechterkant een later (bij restauratie?) verhoogde ronde hoektraptoren met leien torenspits. De brede ronde boogpoort is met een zandstenen omlijsting uitgevoerd, onder een gedeeltelijk behouden en gedicht zandstenen kruiskozijn. Van de twee sterk verweerde, oorspronkelijk gedateerde zandstenen cartouches zijn de jaartallen weggesleten. De doorrit is gekasseid.

## De kasteelhoeve
"De Planterije", anno 2019 een hovenierswoning, ligt buiten de vroegere kasteelomgrachting. Het is een woonhuis van één bouwlaag en zeven traveeën onder een zadeldak met Vlaamse pannen. Een zandstenen cartouche met jaartal 1725 in de voorgevel verraadt het bouwjaar. De rechthoekige vensters zijn voorzien van groene luiken. Aan de westzijde staat een ossenbloedkleurig gekalkt rechthoekig bakstenen bedrijfsgebouw. Een lijstgevel is volledig blind, de andere is voorzien van wagenpoorten, een schuurpoort en staldeuren.

## De gloriëtte
De gloriëtte is gebouwd naar die van het kasteel de Bueren aan de Brusselsesteenweg nummer 428 in Melle-Kwatrecht. De gloriëtte stamt uit 1764 en is uitgevoerd in Lodewijk XV-stijl. Naast de gloriëtte stond de verdwenen afspanning "De Bareere" aan de Brusselsesteenweg in Melle.